# Fiebre del Zika
La fiebre del Zika, enfermedad del Zika o simplemente zika es una enfermedad causada por el virus del Zika, perteneciente al género Flavivirus, la cual se transmite por la picadura de mosquitos vectores del género Aedes. Produce síntomas similares a otras enfermedades transmitidas por mosquitos, como el dengue o el chikunguña, aunque una gran parte de los casos (60-80 %) son asintomáticos. En general, los síntomas de la enfermedad son leves y de corta duración (2 a 7 días), entre los que se incluyen fiebre, conjuntivitis, artritis o artralgias transitorias (principalmente en las articulaciones pequeñas de las manos y los pies) y eflorescencia (rash) o erupciones cutáneas que a menudo comienzan en la cara y luego se esparcen por todo el cuerpo.
A comienzos de abril de 2015, un gran brote epidémico de virus del Zika comenzó en Brasil y se extendió a otros países en sur, Centroamérica y el Caribe. Los oficiales de la salud que estudiaron el brote de virus del Zika en Brasil, sospechan que la enfermedad puede causar microcefalia, una malformación congénita en los recién nacidos de mujeres infectadas con la enfermedad. Sin embargo, existen pocos informes de casos en la literatura. Solo se ha informado de un tipo de manifestaciones hemorrágicas, hematospermia (sangre en la esperma). También, durante el brote de 2013 en la Polinesia Francesa, se notó un aumento concurrente en casos de síndrome de Guillain-Barré, aunque no se ha probado una asociación definitiva entre Zika y este síndrome.
Los efectos del virus Zika también han provocado crisis de ámbito social dada la epidemiología de este agente. Incluso la participación de muchos atletas en los JJ. OO. de Río de Janeiro se ha visto comprometida.

## Transmisión

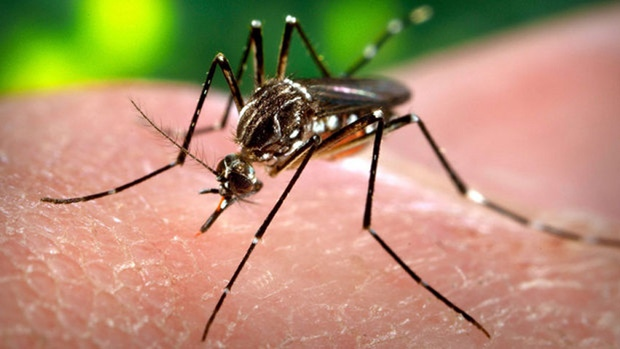
Un Aedes aegypti, mosquito vector del virus del Zika.

La transmisión es llevada a cabo mediante la picadura de mosquitos del género Aedes, principalmente el Aedes aegypti en regiones tropicales. También se ha encontrado en otras especies como A. africanus, A. apicoargenteus, A. furcifer, A. hensilli, A. luteocephalus, y A. vitattus. Durante el brote de las Islas Yap en el Pacífico sur, el vector fue el mosquito Aedes hensilli, mientras que el Aedes polynesiensis fue el causante de la diseminación del virus en la Polinesia Francesa en 2013.
También han sido confirmados casos de transmisión sexual y varios casos de transmisión vertical perinatal. Como otros Flavivirus, tiene potencial de ser transmitido mediante transfusión sanguínea y algunos de los países afectados han desarrollado estrategias para intentar detectarlo en sangre proveniente de donantes. Por otra parte, científicos de la Fundación Oswaldo Cruz detectaron la presencia del virus en la saliva y en la orina de varias muestras de laboratorio.

## Diagnóstico
La infección causada por el virus del Zika es difícil de diagnosticar basándose solo en indicaciones y síntomas clínicos, debido a su similitud a otros arbovirus endémicos en áreas similares. Se pueden identificar pacientes con síntomas agudos de la enfermedad usando la técnica RT-PCR. Sin embargo, el tiempo de duración de la viremia puede ser corto, por lo que la Organización Mundial de la Salud recomienda que se hagan pruebas de RT-PCR en el suero sanguíneo recogido entre 1 y 3 días de la aparición de síntomas, o con una muestra de saliva u orina. Más tarde, se puede usar serología para la detección de anticuerpos de inmunoglobulina M e inmunoglobulina G. Se puede detectar inmunoglobulina M dentro de los primeros tres días del inicio de la enfermedad.
Existe reacción cruzada serológica con otros Flavivirus como el dengue y el virus del Nilo Occidental. Sin embargo, no existen pruebas comerciales de fácil acceso para diagnosticar la infección del Zika. Los Centros para el Control y Prevención de Enfermedades de los Estados Unidos aconsejan que el diagnóstico diferencial de casos de infecciones sospechosas por virus del Zika sea amplio e incluyan, además del dengue, «leptospirosis, malaria, rickettsia, Streptococcus pyogenes A, rubéola, sarampión, parvovirus, enterovirus, infección de adenovirus, e infecciones de alphavirus (por ejemplo, los virus de Chikunguña, Mayaro, fiebre del río Ross, bosque Barmah, o’nyong’nyong, y Sindbis)».

## Síntomas

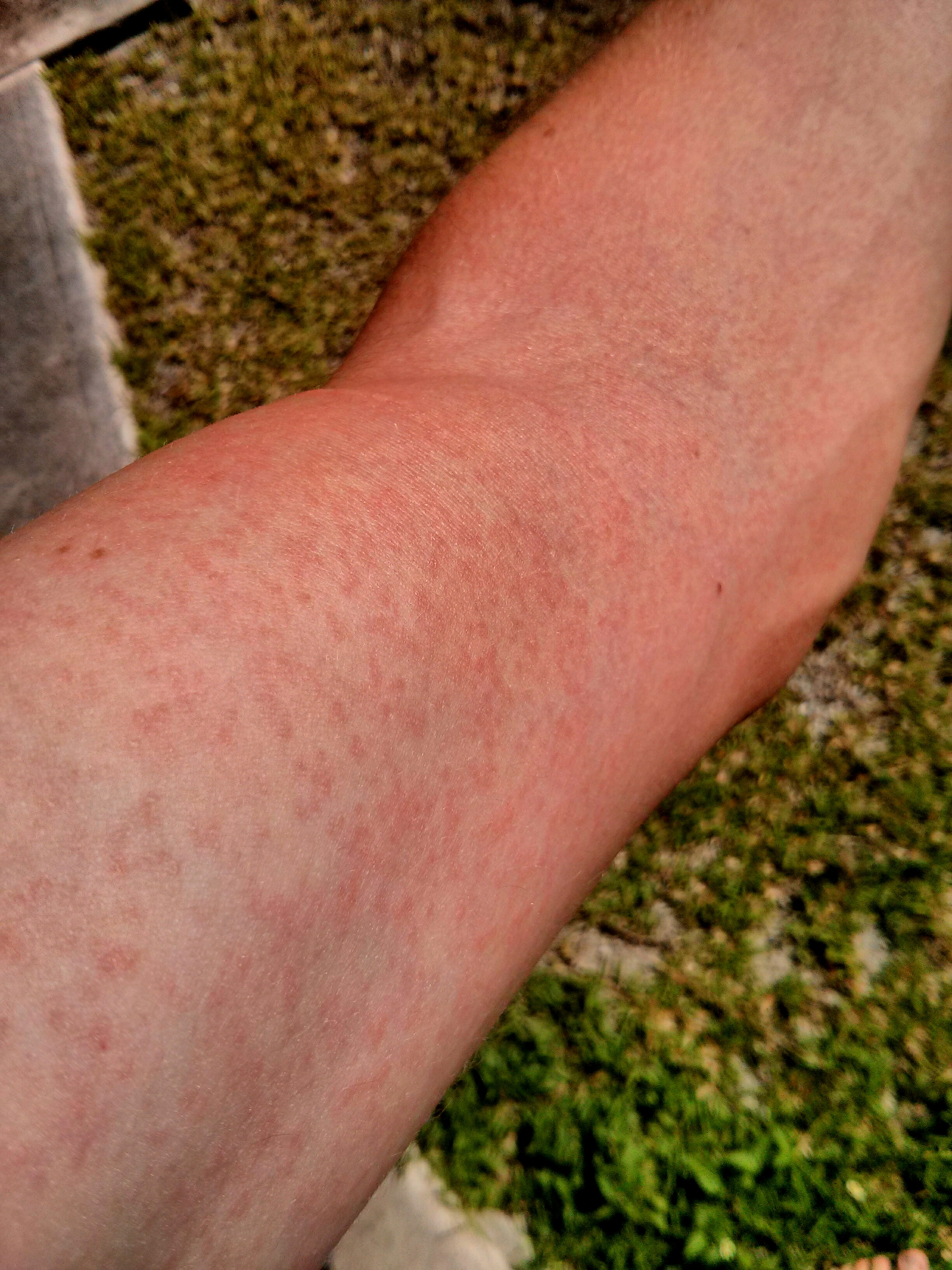
Eflorescencia (erupción cutánea) en un brazo debido al virus del Zika.

Los síntomas son similares al dengue, pero son más leves y por lo general duran de dos a siete días, aunque una gran parte de los casos (60-80 %) son asintomáticos. Se desarrolla un cuadro agudo de eflorescencia o erupciones cutáneas maculopapulares que comienzan en la cara o tronco antes de pasar al resto del cuerpo, y pueden venir acompañadas de fiebre, artritis o artralgias, conjuntivitis no purulenta, dolores musculares, dolor de cabeza, dolores en la parte posterior de los ojos, y en menor medida vómito y diarrea. Las manifestaciones hemorrágicas se han documentado en una sola instancia, siendo esta la hematospermia. En casos raros, se sospecha que el zika genera complicaciones como el síndrome de Guillain-Barré. En términos generales es una enfermedad benigna sobre la cual no se reportan comúnmente casos fatales.

### Relación con microcefalia

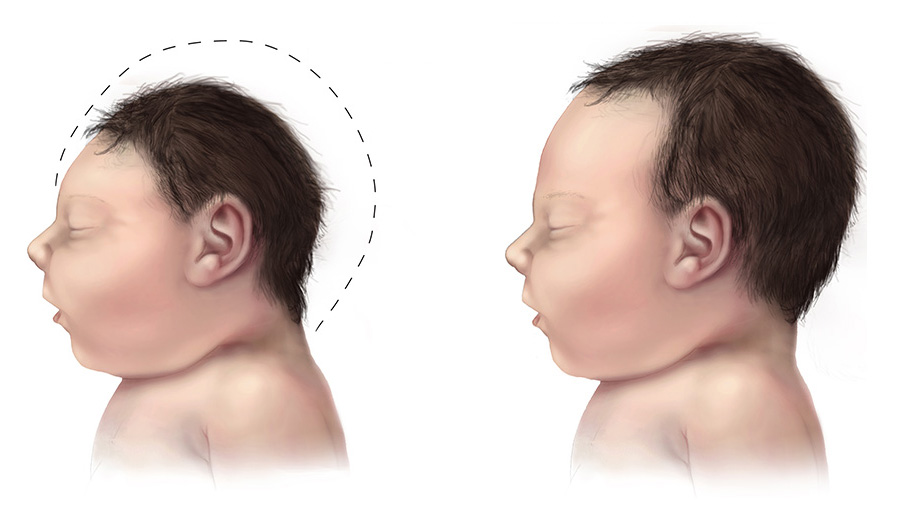
Ilustración de un bebé con microcefalia (izquierda) en comparación a un bebé de cabeza normal.

La microcefalia es la degeneración o malformación del cerebro que causa que los recién nacidos nazcan con una cabeza más pequeña de lo normal y en ocasiones provoca la muerte. En noviembre de 2015, algunos informes del Ministerio de Salud de Brasil alertaron sobre un vínculo previamente desconocido entre el virus del Zika y casos de recién nacidos con microcefalia en el noreste del país, basándose en dos casos de fetos severamente afectados en los cuales las amniocentesis confirmaron la presencia del virus del Zika dentro del líquido amniótico. Las conclusiones de los ultrasonidos en estos dos fetos, reportadas el 5 de enero de 2016, mostraron que ambos tenían cabezas con circunferencias pequeñas (microcefalia) debido a la destrucción de varias partes del cerebro. También en uno de los fetos se halló calcificación intraocular y microftalmia. El ministerio brasileño confirmó a finales de enero de 2016 que el vínculo previamente sospechado entre la infección de zika en mujeres embarazadas y microcefalia en recién nacidos existe, indicando que hubo por lo menos 2400 casos reportados de microcefalia en Brasil para mediados de diciembre de 2015, con 29 muertes. El gobierno de Brasil, así como el de otros países como Colombia, Ecuador, El Salvador y Jamaica, aconsejó a las mujeres aplazar sus embarazos por los posibles riesgos. El 25 de julio de 2016 nació en Barcelona el primer bebé de España con microcefalia a causa del virus del Zika.

## Tratamiento
Históricamente, el virus del Zika había sido poco estudiado antes del brote epidémico de 2015-2016, por lo que no hay tratamientos antivirales específicos. Un estudio in vitro encontró que el virus del Zika podría ser sensible al tratamiento con interferón, el cual es usado contra otras infecciones virales. Sin embargo, estos resultados no han sido probados en animales o en seres humanos.
En general, el tratamiento recomendado es sintomático para los dolores y la fiebre utilizando analgésicos como el paracetamol, ya que otros AINES como la aspirina solo deberían ser utilizados tras descartar infección por dengue u otros Flavivirus, con el fin de reducir el riesgo de hemorragias. Además, el uso de aspirina debería evitarse en niños debido al riesgo de adquirir síndrome de Reye.
Para evitar riesgos de enfermedades congénitas en el feto durante el embarazo, se advierte a las mujeres embarazadas que eviten la probabilidad de infección como los viajes a zonas endémicas hasta donde sea posible, ya que una vez haya una infección, es poco lo que se puede hacer más allá del tratamiento sintomático.

## Prevención

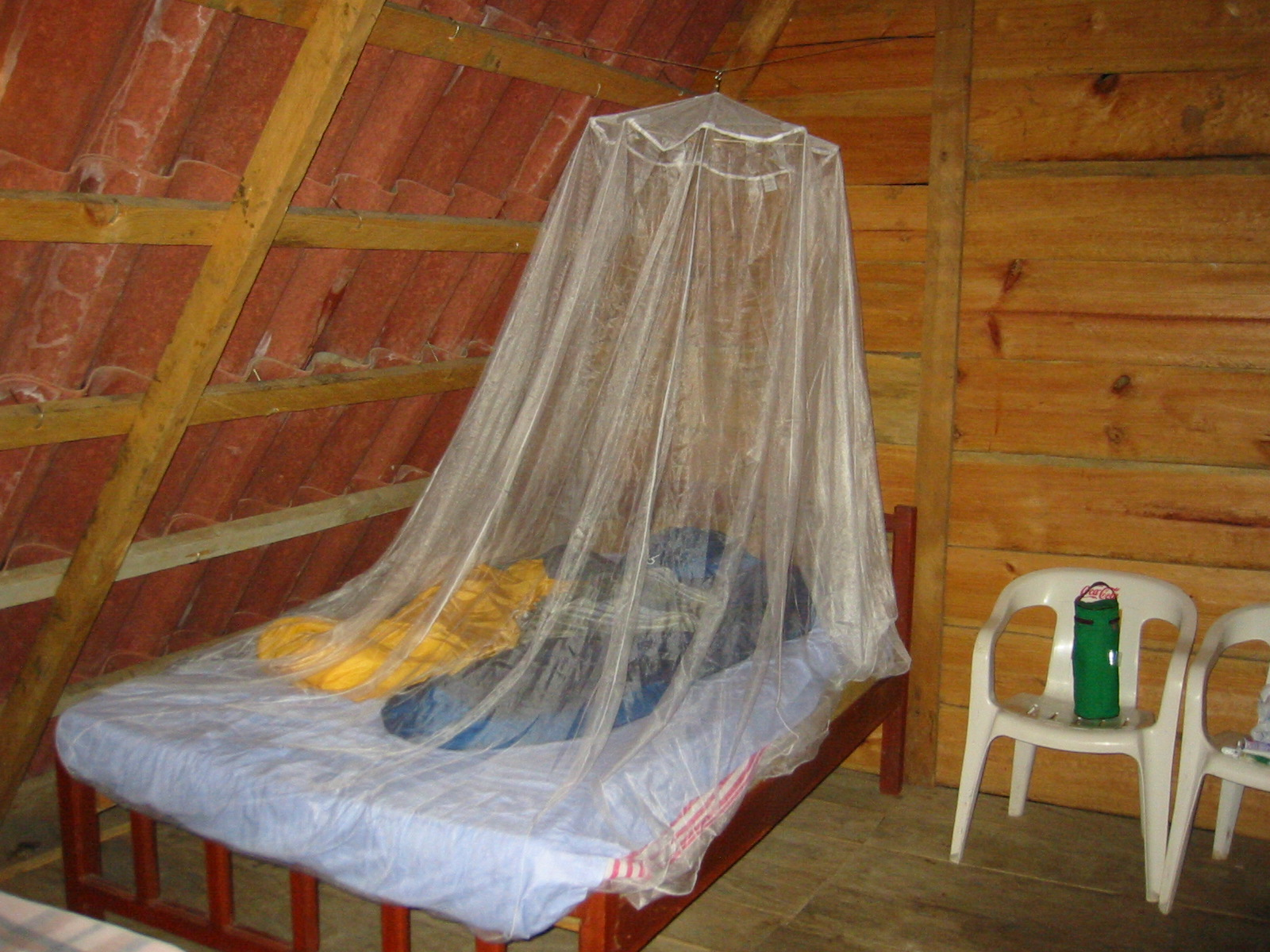
Toldillo o mosquitera.

No existe una vacuna contra este virus, aunque el desarrollo de una es prioritario para los Institutos Nacionales de la Salud (NIH) de los Estados Unidos. Ya que el virus es transmitido por mosquitos, el control de este vector epidemiológico y el evitar su picadura es un elemento esencial en el control de la enfermedad. Los Centros de Control y Prevención de Enfermedades (CDC) recomiendan las siguientes medidas preventivas:
- Cubrir la piel expuesta utilizando camisas de mangas largas y pantalones.
- Utilizar repelente contra insectos con los siguientes ingredientes activos:
  - DEET
  - Icaridina
  - Aceite de eucalipto de limón o mentoglicol (PMD)
  - IR3535
- Seguir siempre las instrucciones de los productos y reaplicar como se indica:
- Si se utiliza un protector solar, aplicar primero el protector solar, dejar secar y luego aplicar el producto repelente.
- Seguir las instrucciones para aplicar el repelente en niños. Evitar la aplicación en sus manos, ojos o boca.
- Utilizar o tratar la ropa y otros elementos con permetrina (como botas, pantalones, calcetines, tiendas de campaña).
  - La vestimenta tratada con permetrina mantiene su protección después de varias lavadas. Se debe revisar la información de los productos para conocer el tiempo de duración total.
  - Si se van a tratar los elementos, se deben seguir las instrucciones de forma cuidadosa.
  - No utilizar permetrina directamente en la piel.
- Quedarse y dormir en sitios y habitaciones cerradas o protegidas con mallas.
- Utilizar toldillos o mosquiteras si el área donde se va a dormir está expuesta a la intemperie.

## Epidemiología

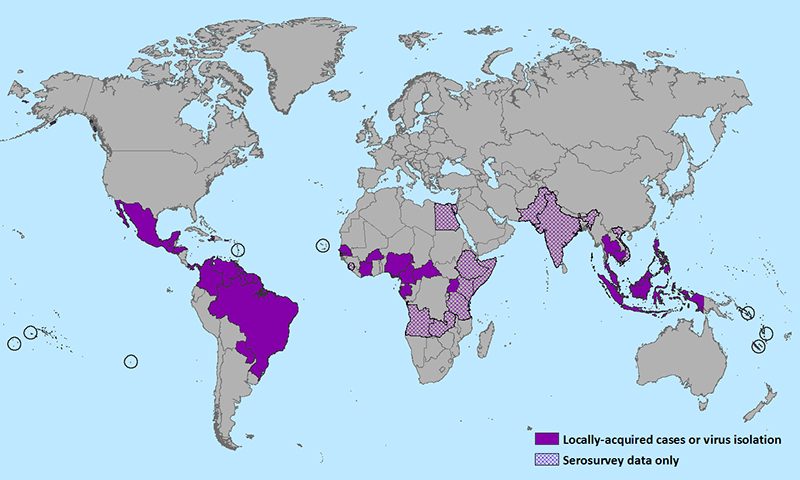
Mapa de la distribución del virus Zika en el mundo en enero de 2016. En púrpura son los casos adquiridos localmente o aislados.

El primer caso conocido de fiebre del Zika fue documentado en un macaco Rhesus (Macaca mulatta), encontrado en una plataforma en un árbol del bosque de Zika en Uganda en 1947 y en 1968 fue aislado por primera vez en seres humanos, a partir de una muestra obtenida en Nigeria. De 1951 a 1981, se reportó evidencia de infección en seres humanos en otros países africanos tales como la República Centroafricana, Egipto, Gabón, Sierra Leona, Tanzania y Uganda, así como en algunas partes de Asia incluyendo India, Indonesia, Malasia, Filipinas, Tailandia y Vietnam.
El primer brote importante se reportó entre abril y julio de 2007 en las Islas Yap, en los Estados Federados de Micronesia (FSM). Esta fue también la primera vez que la fiebre del Zika había sido reportada fuera de África y Asia. Un total de 108 casos fueron confirmados por PCR o mediante serología, los 72 casos adicionales fueron considerados como sospechosos. Los síntomas más comunes fueron sarpullido, fiebre, artralgias y conjuntivitis, pero no se reportaron muertes. El mosquito Aedes hensilli, el cual era la especie predominante identificada en Yap durante el brote, fue probablemente el principal Vector epidemiológico de transmisión. Mientras que el modo de introducción del virus en la isla de Yap sigue siendo incierto, es probable que haya ocurrido por la introducción de mosquitos infectados o un humano portador. A finales de octubre de 2013, se inició un brote en la Polinesia Francesa, también en el Pacífico, en el que se identificaron aproximadamente 10 000 casos. El Aedes polynesiensis sería el causante de la diseminación del virus durante este nuevo brote.

### Brote epidémico en América

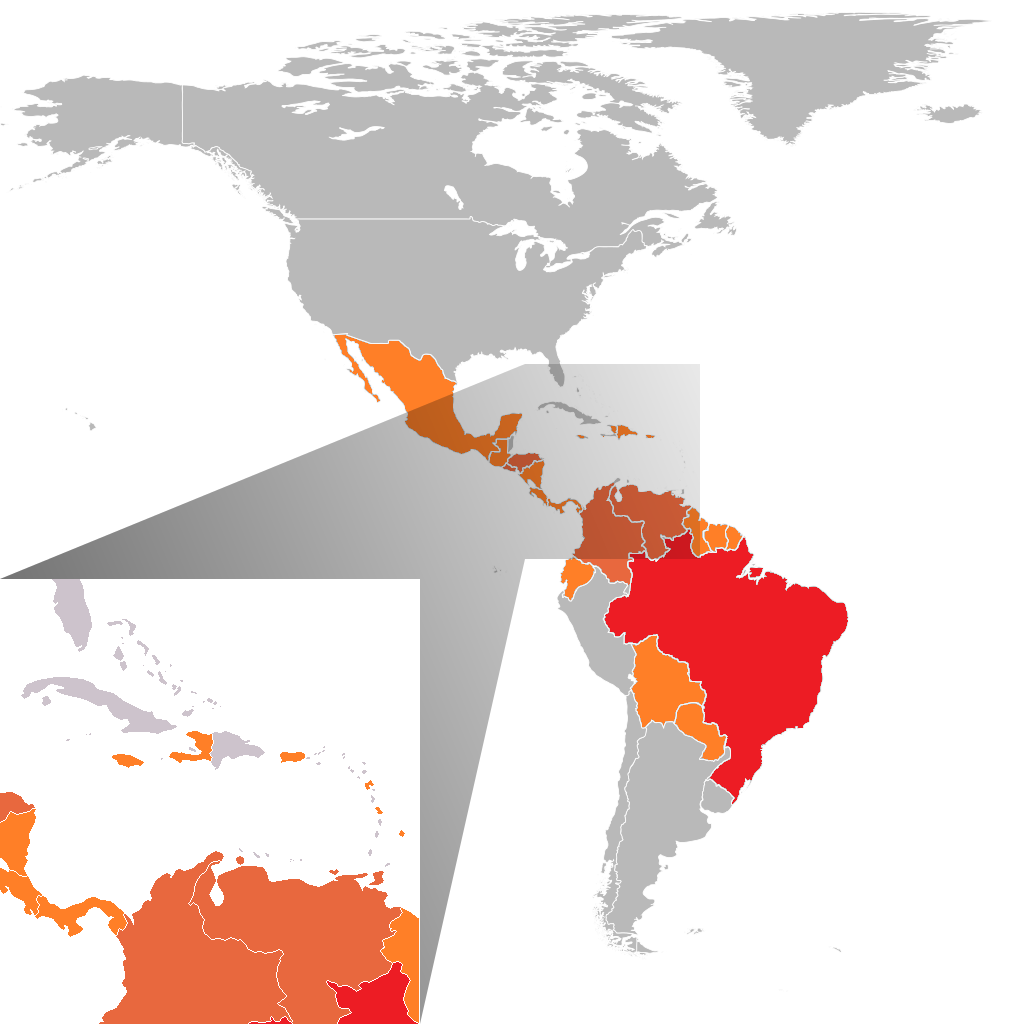
Situación en el continente americano a febrero de 2016:
Más de un millón de casos confirmados.
Menos de un millón de casos confirmados.

La transmisión del virus en América comenzaría en febrero de 2014 cuando las autoridades chilenas confirmaron un caso de transmisión autóctona en la Isla de Pascua, aunque el mismo coincidió con un brote en Nueva Caledonia y las Islas Cook en el Océano Pacífico. Sin embargo, el territorio continental americano se mantendría libre de la transmisión del virus hasta abril de 2015, cuando un gran brote epidémico comenzó en el noreste de Brasil y se extendió a otros países en sur, Centroamérica y el Caribe durante el resto del año. Para finales de 2015, 9 de los Estados miembros de la Organización Panamericana de la Salud habían confirmado circulación del virus del Zika: Brasil, Chile (en la Isla de Pascua), Colombia, El Salvador, Guatemala, México, Paraguay, Surinam y Venezuela. Las autoridades locales brasileñas sospecharon que el brote se debió al aumento de visitantes extranjeros que llegaron al país para la Copa Mundial de Fútbol de 2014, ligado a la gran población de los mosquitos vectores Aedes aegypti y Aedes albopictus en la región. Sin embargo, investigadores de la Polinesia Francesa argumentaron que ninguno de los países del Pacífico con poblaciones circulantes de virus del Zika, habían participado en el campeonato de fútbol y sugirieron que el brote estuviera relacionado probablemente al Campeonato Mundial de Va'a de carreras de canoas, que ocurrió en agosto de 2014. Algunos medios de comunicación brasileños también sugirieron que el zika pudo haber entrado a Brasil a través de viajeros que asistieron a la visita del papa Francisco a Río de Janeiro en 2013. No obstante, ninguna de esas tres teorías se ha confirmado.
El 27 de noviembre de 2015, la OMS lanzó una alerta por la posible relación de este virus con la microcefalia. La OMS detalló que hasta el 30 de noviembre de 2015, se habían detectado 1248 casos de microcefalia en 14 estados de Brasil, que están en investigación.
Según el informe, en ese país la incidencia de microcefalia en recién nacidos ha aumentado 20 veces desde el año 2010. En ese año, se registraban 5 casos cada 100 mil nacidos. Cinco años más tarde se registraron casi 100 por 100 mil.
El 28 de noviembre de 2015, el Instituto Evandro Chagas, de enfermedades tropicales, volvió a detectar el virus del Zika en la sangre de un bebé del estado de Pará, que tenía microcefalia y otras anomalías, y que murió a los cinco minutos de nacer. Fue en esta ocasión que el Ministerio de Salud de Brasil estableció por primera vez la relación entre el virus y la microcefalia, de allí la alerta lanzada por el ente de Vigilancia en Salud Pública. El mismo día, la entidad notificó tres defunciones asociadas a la infección por virus del Zika, que corresponden a dos adultos y un recién nacido. El primer caso fatal es un adulto, masculino sin trastorno neurológico con diagnóstico de Lupus eritematoso, historia de uso crónico de corticoides, artritis reumatoide y alcoholismo. Ingresó con sospecha de dengue, sin embargo, el diagnóstico final de laboratorio fue infección por zika por la técnica RTp-PCR. Se detectó el genoma del virus del Zika en muestra de sangre, cerebro, hígado, bazo y en un pool de vísceras (riñón, pulmón y corazón). Adicionalmente se realizó una secuenciación parcial del virus identificándose el zika. El segundo caso fatal es del sexo femenino, 16 años de edad, del municipio de Benevides, en el estado de Pará. No presentó trastorno neurológico, ingresó al servicio hospitalario con sospecha de dengue. Inició síntomas el 29 de septiembre de 2015 (cefalea, náuseas y petequias) y falleció a finales del mes de octubre. Se confirmó infección por zika a través de la técnica RTp-PCR. El tercer caso fatal es el de cinco recién nacidos cuya información se compartió en el apartado anterior.
El 15 de enero de 2016, los Centros para el Control y Prevención de Enfermedades (CDC) de los Estados Unidos, emitieron una alerta de viaje, aconsejando a las mujeres embarazadas que consideraran aplazar sus viajes a Brasil, así como a los siguientes países y territorios donde la fiebre del Zika ha sido reportada: Colombia, El Salvador, Guayana Francesa, Guatemala, Haití, Honduras, Martinica, México, Panamá, Paraguay, Surinam, Venezuela, y Puerto Rico. El 22 de enero de 2016 se agregaron ocho países más a la lista: Barbados, Bolivia, Ecuador, Estados Unidos, Guadalupe, Isla de San Martín, Guyana, Cabo Verde, y Samoa. La agencia emitió directrices adicionales y sugirió que las mujeres que planean quedar embarazadas consulten a su médico antes de viajar. Gobiernos y agencias de salud de países como Gran Bretaña, Irlanda, Nueva Zelanda, Canadá y otros de la Unión Europea, emitieron alertas de viaje similares.

## Investigación
Algunos métodos experimentales de prevención incluyen la cría y liberación de los mosquitos que han sido modificados genéticamente para evitar que la transmisión de agentes patógenos, o que han sido infectadas con la bacteria Wolbachia, que se cree que inhibe la propagación del virus.
La genética dirigida es una forma de modificar genéticamente los mosquitos y otros vectores de enfermedad para que no puedan transmitir enfermedades como la zika, el dengue o la malaria. Otro método que se ha investigado es hacer a los mosquitos machos estériles mediante la radiación nuclear con la esperanza de reducir las poblaciones, esto se hace con un irradiador de células gamma de cobalto-60. En 2016 la Organización Mundial de la Salud incentivó pruebas de campo de mosquitos Aedes aegypti machos transgénicos desarrollados por Oxitec para tratar de detener la propagación del virus del Zika.